# Aconitum angulatum
Aconitum angulatum Tamura  är en ranunkelväxt som beskrevs av Michio Tamura. Aconitum angulatum ingår i släktet stormhattar och familjen ranunkelväxter.
Inga underarter finns listade i Catalogue of Life.